# Old Chevy
Old Chevy é uma banda brasileira de rock and roll e rockabilly formada em Campinas-SP em 2010 pelo vocalista Simon Lira, o contrabaixista Lê Bellotto e o baterista Bruno Ienne.

## Carreira
Em 2012, lançam seu primeiro single Old Chevy on the Run.
Em 2018, lançam um CD com 16 versões de canções consagradas de artistas como Elvis Presley, Stray Cats, Johnny Cash, Beatles, Billy Idol, Creedence e Ramones, e mais 2 músicas autorais.
Em abril de 2019 o trio lança seu CD autoral On The Run e logo em seguida embarca para uma turnê europeia de 2 meses e 65 shows.
Em 2020, após tocar junto do Biquíni Cavadão em um cruzeiro, surgiu a oportunidade de gravar uma versão da música Janaína, que contou com a participação dos coautores Bruno Gouveia e Carlos Coelho - vocalista e guitarrista da banda, respectivamente.
Em fevereiro de 2021 a banda lançou o single É Verdade esse ‘bilete (inspirado no meme homônimo), com letra do próprio Bruno Gouveia e participação de Leo Jaime nos vocais. 
Em 2024, a banda é convidada para o Viva Las Vegas Rockabilly Weekend em Las Vegas, Nevada, Estados Unidos, sendo a única banda brasileira entre mais de 70 atrações de todo o mundo presentes na 27ª edição do festival.